# 美国疾病控制与预防中心
美國疾病管制與預防中心（英語：Centers for Disease Control and Prevention，縮寫为）是美国卫生及公共服务部所属的一个机构，总部设在乔治亚州亚特兰大。作为美国联邦政府行政机构，为保护公众健康和安全提供可靠的资料，通过与国家卫生部门及其他组织的有力的伙伴关系，以增进健康的决策，促进公民健康。该中心的重点在于发展和应用疾病预防和控制、环境卫生、职业健康、促进健康、预防及教育活动，旨在提高美國人民的健康。

## 历史

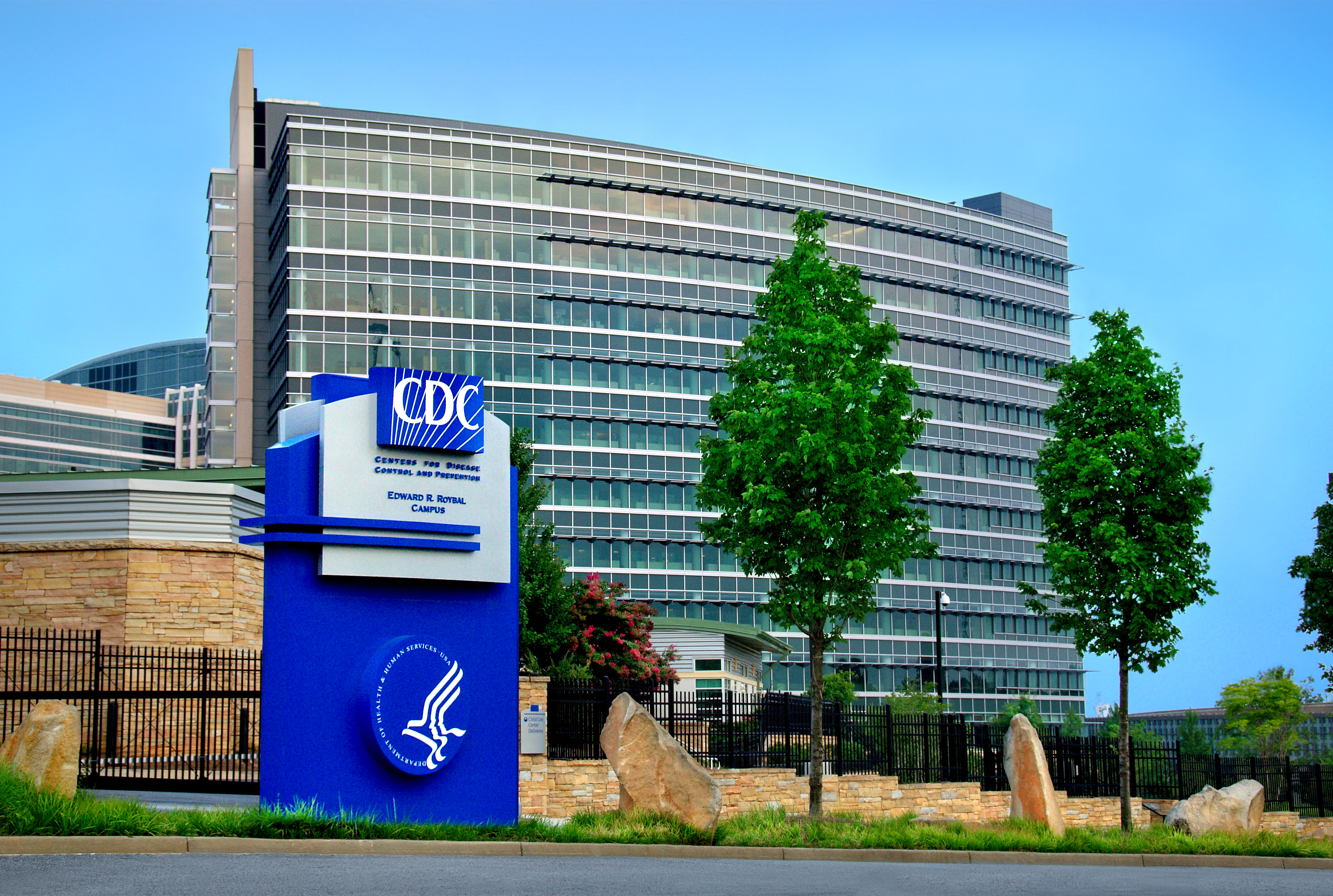
CDC在乔治亚州亚特兰大的Roybal园区。

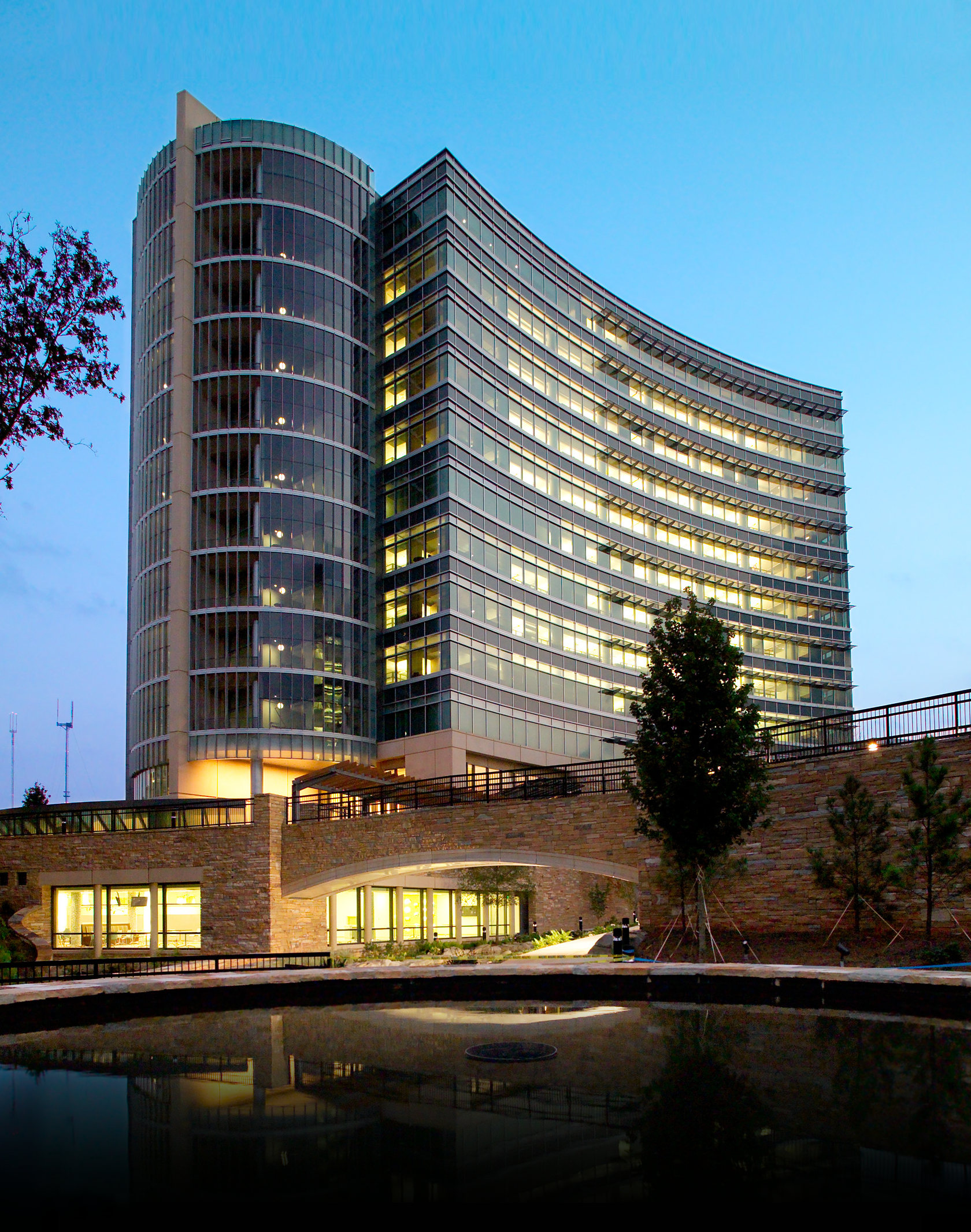
Arlen Specter Headquarters and Emergency Operations Center

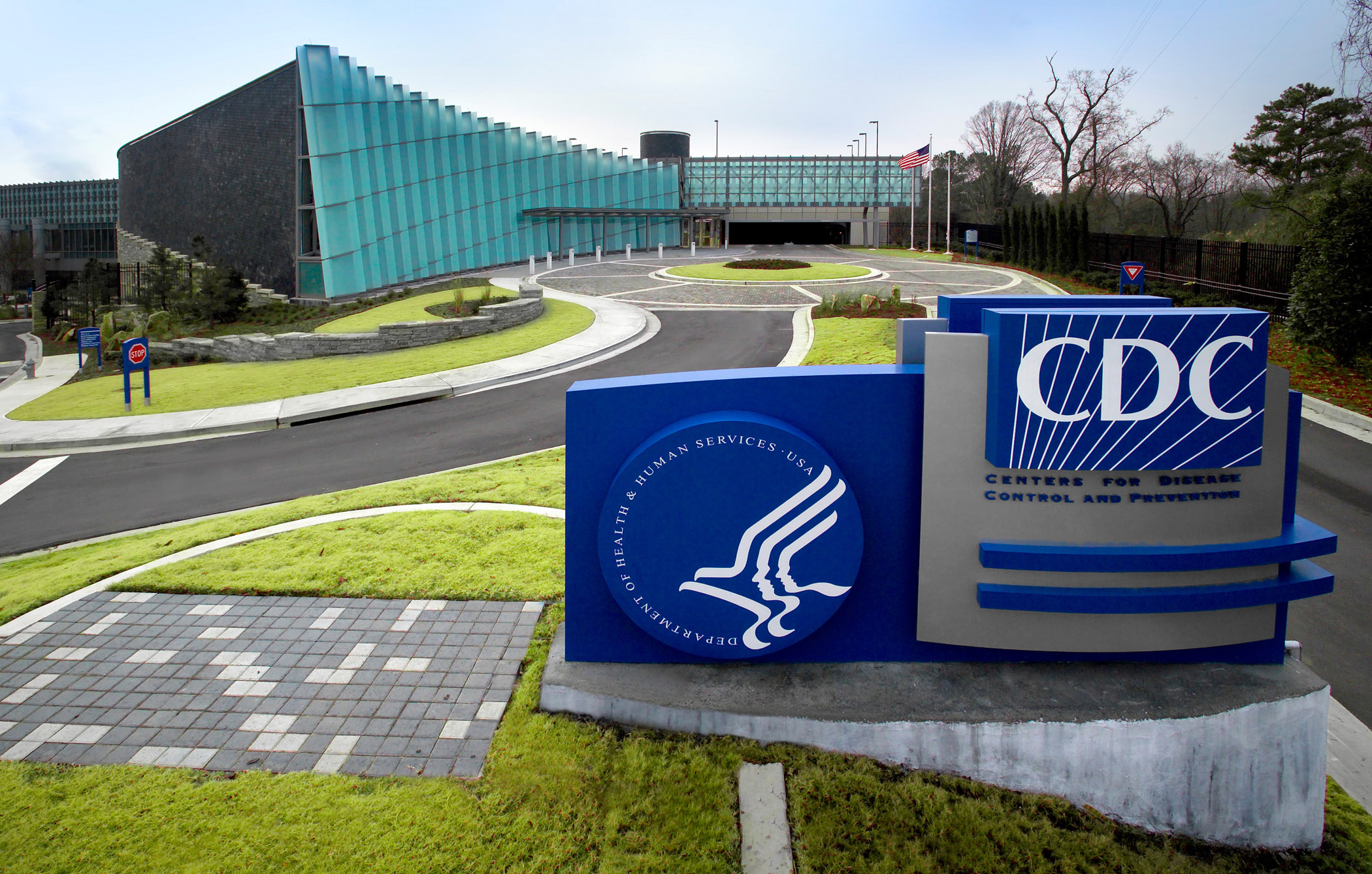
Tom Harkin Global Communications Center

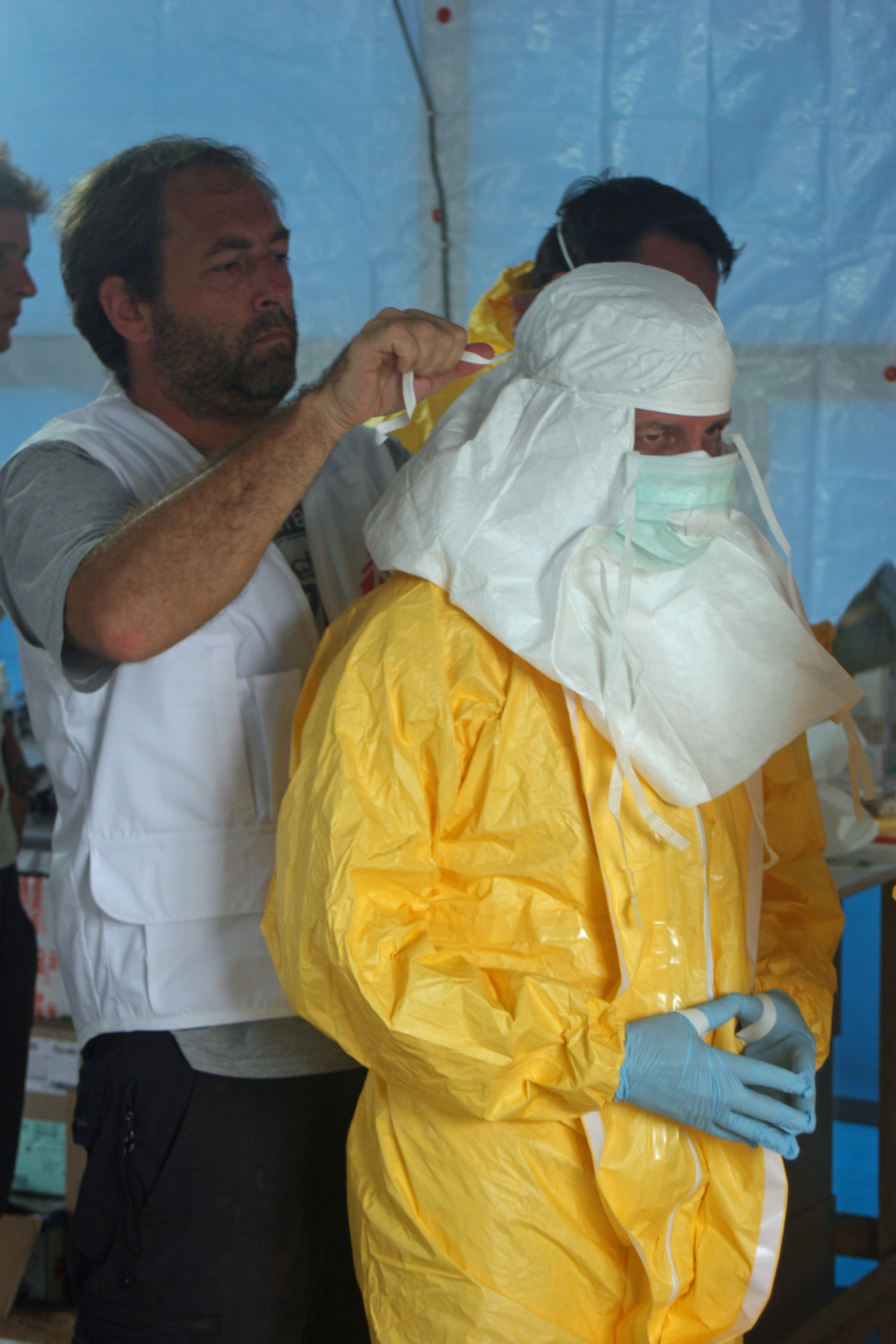
CDC和无国界医生工作人员准备进入利比里亚的埃博拉病治疗室，2014年8月。

美国疾病控制与预防中心成立于1946年7月1日，是国防部防疟活动办公室的第二次世界大战战区疟疾控制计划的继承者。
在其成立之前，在國際上具有瘧疾控制影響力的組織是國際聯盟瘧疾委員會和洛克菲勒基金會。 洛克菲勒基金會（Rockefeller Foundation）大力支持瘧疾控制，力圖讓政府接管其一些工作，並與該機構合作。
新的機構是美國公共衛生局的一個分支機構，由於瘧疾在美國南部是地方病，因此亞特蘭大城市被選擇作為所在地。
當時的預算約為100萬美元，其工作人員中有59％從事滅蚊和棲息地控制，目的是在美國控制和消除瘧疾（請參閱《國家消除瘧疾計劃》）。
自1990年代以來，疾病預防控制中心的重點已擴大到包括慢性病，身心障礙，傷害控制，職業安全危害，環境健康威脅，和恐怖主義防備。 CDC應對新興疾病和其他健康風險，包括先天性障碍，西尼羅河病毒，肥胖症，禽流感，豬流感和大流行性流感，大腸桿菌和生物恐怖主義等。
截至2013年，疾病預防控制中心的生物安全4級實驗室是世界上為數不多的實驗室之一，並作為世界上僅有的兩個天花正式儲存庫之一。 第二家天花儲存庫位於俄罗斯国家病毒学与生物技术研究中心。

## 組織
CDC分為“中心，研究所和辦公室”（CIO），每個組織單位在特定的專業領域內執行機構的活動，同時還為跨領域問題和特定健康威脅狀況提供機構內支持和資源共享。 通常，疾病預防控制中心的“辦公室”可进一步分為中心，而中心又由部門和分支機構組成。 但是，全球衛生中心和美国国家职业安全卫生研究所是獨立的組織單位，不屬於上級辦公室。

## 預算和人力
美国疾病控制与预防中心(CDC)2018财年的预算为119亿美元。
除了位于亚特兰大的总部外，疾病预防控制中心的其他国内地点还包括安克拉治，科林斯堡，凯悦维尔 (马里兰州)，三角研究园，圣胡安 (波多黎各)，和华盛顿特区， 而美国国家职业安全卫生研究所(NIOSH)在辛辛那提，摩根敦，匹兹堡，斯波坎，丹佛和安克拉治设有自己的设施。  此外，美国疾病控制与预防中心在美国20个城市设有检疫设施。
CDC提供的联邦政府拨款可帮助许多组织每年在美国整个社区范围内提高健康，安全和意识。 疾病预防控制中心通过这些拨款来奖励其年度预算的85％以上。

## 员工队伍
截至2008年，CDC的工作人员约有15,000名员工（包括6,000名承包商和840名美国公共卫生服务军官团军官），分布在共有170个职业中。 80％持有本科学历或更高学位； 几乎一半的人拥有高级学位（硕士学位或博士学位，例如PhD, D.O., 或 M.D.）。

## 领导
疾病预防控制中心主任是高级行政服务职位，可以由职业雇员填补，也可以作为不需要参议院确认的政治任命来填补，通常使用后一种方法。 主任在總統的任命下任职，并可随时被解雇。 疾病预防控制中心主任兼任有毒物质和疾病登记局局长。
二十名主任曾为CDC或其前任机构服务，其中五名曾在第一届特朗普政府期间任职。
- Louis L. Williams Jr., MD (1942–1943)
- Mark D. Hollis, ScD (1944–1946)
- Raymond A. Vonderlehr, MD (1947–1951)
- Justin M. Andrews, ScD (1952–1953)
- Theodore J. Bauer, MD (1953–1956)
- Robert J. Anderson, MD, MPH（英语：Master of Public Health） (1956–1960)
- Clarence A. Smith, MD, MPH (1960–1962)
- James L. Goddard, MD, MPH (1962–1966)
- David J. Sencer（英语：David Sencer）, MD, MPH (1966–1977)
- William H. Foege（英语：William Foege）, MD, MPH (1977–1983)
- James O. Mason, MD, MPH (1983–1989)
- William L. Roper, MD, MPH (1990–1993)
- David Satcher, MD, PhD (1993–1998)
- Jeffrey P. Koplan, MD, MPH (1998–2002)[19]
- 朱莉·格伯丁（英语：Julie Gerberding）, MD, MPH (2002–2008)[20]
- 汤姆·弗里登（英语：Tom Frieden）, MD, MPH (2009–Jan 2017)[13]
- Anne Schuchat, MD (RADM, USPHS)(Jan–Mar 2018)[21]
- 罗伯特·雷德菲尔德（英语：Robert_R._Redfield）（2018-2021）
- 羅雪爾·瓦倫斯基（英语：Rochelle Walensky）（2021-現在）

## 大眾文化與爭議

### 華盛頓特區飲用水中的鉛污染
由於華盛頓特區飲用水中的鉛污染，美國眾議院進行了一項調查，結果發現疾病預防控制中心在一份報告中表明鉛含量高沒有風險 - 儘管情況恰恰相反。

### 艾滋病危機
疾病預防控制中心對1980年代艾滋病危機的應對措施受到批評，原因是它提出了一些傷害人類免疫缺陷病毒阳性的人群的公共衛生政策，並提供了無效的公共教育。

### 2001年炭疽襲擊
該機構對2001年美國炭疽攻擊事件的回應也因與其他公共衛生機構以及與公眾的無效溝通而受到批評。

### 槍支暴力
與CDC資助相關的黨派爭議領域是研究槍支暴力。 1996年的《迪基修正案》指出：“疾病預防控制中心用於傷害預防和控制的任何資金都不得用於倡導或促進槍枝管制。”擁護槍支的擁護者反對該修正案，並試圖推翻該修正案。

## 出版
- CDC publications[26]
- State of CDC report[27]
- CDC Programs in Brief[28]
- 发病率和死亡率周报[29]
- Emerging Infectious Diseases (月期刊)[30]
- Preventing Chronic Disease
- Vital statistics（英语：Vital statistics (government records)）[31]